# Härnestad

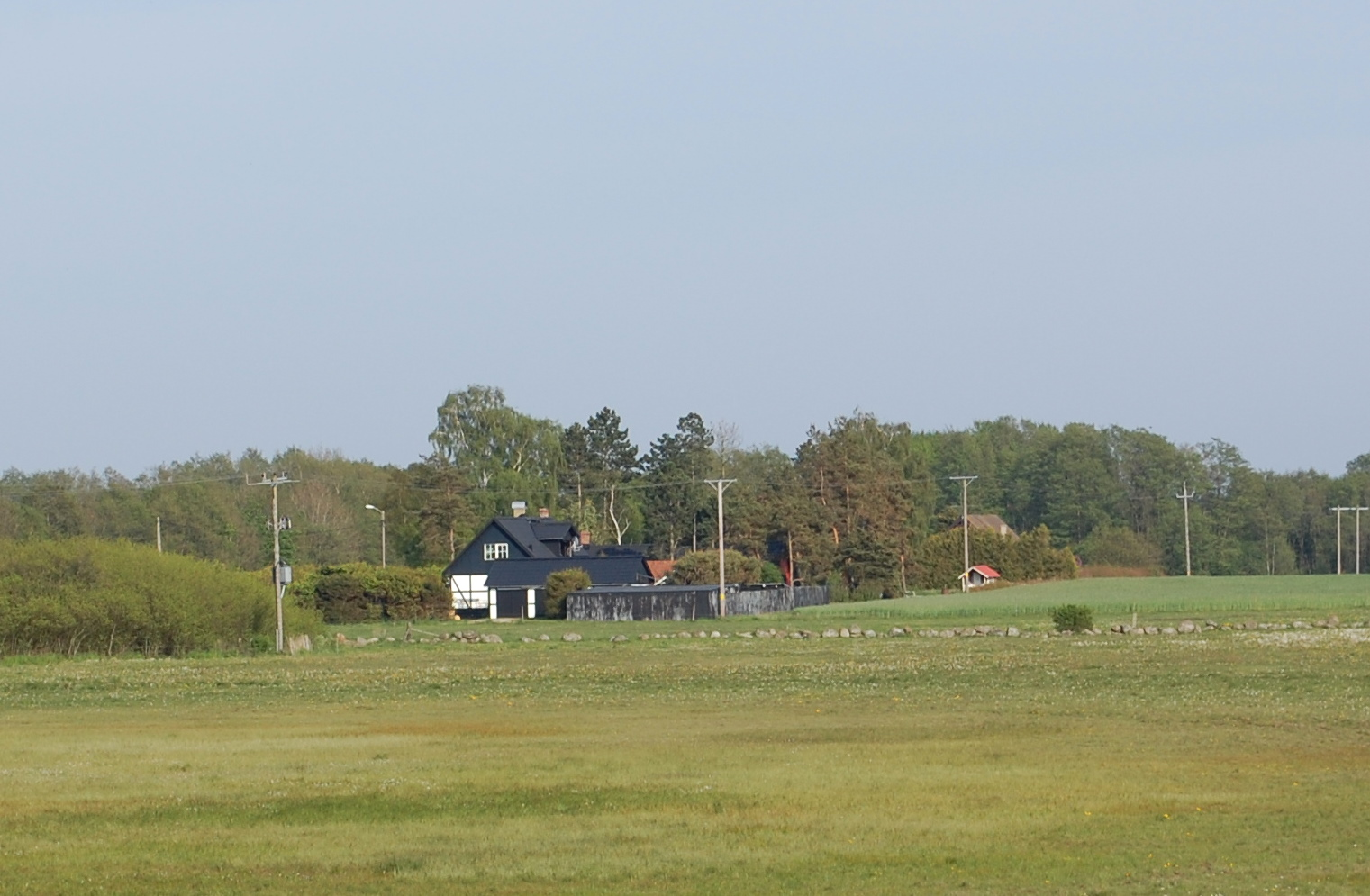
Blick auf Häuser im südlichen Teil Härnestads

Härnestad ist ein kleines zur schwedischen Gemeinde Kristianstad in der südschwedischen Provinz Skåne län gehörendes Dorf. Es zählt weniger als 50 Einwohner (Stand 2005).
Östlich Härnestads liegt Yngsjö. Südlich der Ortslage fließt der Helge å, der sich hier in die Mündungsarme Richtung des nordöstlich gelegen Åhus und Yngsjö teilt. Die Umgebung des Orts gehört zum Naturschutzgebiet Pulken-Yngsjö. Im südlichen Bereich Härnestads besteht ein behindertengerechter Vogelbeobachtungsturm, in dessen Umfeld das Naturschutzgebiet durch Schautafeln erläutert wird.
Koordinaten: 55° 54′ N, 14° 13′ O